# WireGuard
WireGuard — коммуникационный протокол и бесплатное программное обеспечение с открытым исходным кодом, который реализует зашифрованные виртуальные частные сети (VPN). Он был разработан для простого использования технологии VPN, высокой производительности и низкой поверхности атаки. WireGuard нацелен на лучшую производительность и большую мощность, чем IPsec и OpenVPN, два других распространенных протокола туннелирования. Протокол WireGuard передаёт трафик по протоколу UDP.
В марте 2020 года версия программного обеспечения для Linux достигла стабильного производственного выпуска и была включена в ядро Linux 5.6, а также была перенесена на более ранние ядра Linux в некоторых дистрибутивах Linux. Компоненты ядра Linux распространяются под лицензией GNU General Public License 2-й версии (GPLv2). Другие реализации также находятся под GPLv2 или другими свободными лицензиями с открытым исходным кодом.

## Протокол
WireGuard использует:
- Curve25519 для обмена ключами
- ChaCha20 для симметричного шифрования
- Poly1305 для кодов аутентификации посланий
- SipHash[англ.] для ключей хеш-таблицы
- BLAKE2s для криптографической хеш-функции
- Только на основе UDP[8]

В мае 2019 года исследователи из INRIA опубликовали проверенное машиной доказательство безопасности протокола WireGuard, созданное с помощью инструмента интерактивного доказательства теорем CryptoVerif.

### Дополнительный режим общего симметричного ключа
WireGuard поддерживает режим заранее установленного ключа совместного использования, который обеспечивает дополнительный уровень симметричного шифрования для предотвращения уязвимостей перед будущими достижениями в области квантовых вычислений. Это устраняет риск того, что трафик может храниться до тех пор, пока квантовые компьютеры не смогут взломать Curve25519. Как это произойдёт, трафик может быть расшифрован. Заранее установленные ключи совместного использования «обычно хлопотные с точки зрения управления ключами и могут быть украдены», но в краткосрочной перспективе, если симметричный ключ скомпрометирован, ключи Curve25519 по-прежнему обеспечивают более чем достаточную защиту.

### Нетворкинг
WireGuard использует только UDP, из-за чего он не работает в сетях, которые блокируют UDP-трафик. Это отличает WireGuard от своих альтернатив, таких как OpenVPN, из-за множества недостатков маршрутизации TCP-over-TCP.
WireGuard полностью поддерживает IPv6 как внутри, так и снаружи туннеля. Он поддерживает только третий уровень как для IPv4, так и для IPv6, и может инкапсулировать v4-in-v6 и наоборот.
WireGuard поддерживает несколько топологий:
- Точка-точка (сеть)
- Звезда (сервер/клиент)
  - Конечную точку клиента не нужно определять до того, как клиент начнёт отправлять данные
  - Конечные точки клиента могут быть статически предопределены
- Mesh (сеть)

Поскольку WireGuard поддерживает сеть точка-точка, можно делать и другие топологии, но не в том же туннеле.

### Расширяемость
WireGuard предназначен для расширения сторонними программами и скриптами. Расширенные функции WireGuard включают в себя: более удобные интерфейсы управления (включая более простую настройку ключей), ведение журнала, динамические обновления брандмауэра и интеграцию с LDAP.
Исключение таких сложных функций из минимальной кодовой базы повышает её стабильность и безопасность. Для обеспечения безопасности WireGuard ограничивает варианты реализации криптографических элементов управления, выбор процессов обмена ключами, а также сопоставляет алгоритмы с небольшим подмножеством современных криптографических примитивов. Если в каком-либо из примитивов обнаружена ошибка, может быть выпущена новая версия, которая устраняет проблему. Кроме того, непривилегированные пользователи не могут изменять параметры конфигурации, влияющие на безопасность всего приложения.

## Доступность

### Реализации
Реализации протокола WireGuard включают:
- Первоначальная реализация Доненфельда, написанная на C и Go[15].
- BoringTun от Cloudflare — реализация пользовательского пространства, написанная на Rust[16][17].
- Реализация Мэтта Данвуди для OpenBSD, написанная на C[18].
- Реализация wg(4) Рёты Одзаки для NetBSD, написаная на C[19].
- Реализация FreeBSD, написанная на C. Имеет тот же путь данных, что и реализация OpenBSD[20].
- wireguard-nt – драйвер для Windows, созданный разработчиками Wireguard Дж. Доненфилдом (англ. Jason A. Donenfeld) и С. Розманом (англ. Simon Rozman) и анонсированный Доненфилдом 2 августа 2021 года[21].
- OPNsense через стандартный пакет os-WireGuard[22].
- pfSense через экспериментальный дополнительный пакет для pfSense Plus 21.05, pfSense CE 2.5.2 и более поздних версий.

### Поддержка Linux
Программы пользовательского пространства, поддерживающие WireGuard, включают:
- NetworkManager начиная с версии 1.16[23]
- systemd начиная с версии 237[24]
- ConnMan от Intel начиная с версии 1.38[25]
- IPVanish VPN начиная с версии 3.7.4.0
- Mozilla VPN[англ.] (с Mullvad)[26]
- NOIA Network[27]
- NordVPN через Nordlynx[28]
- Veeam Powered Network v2, с мая 2019 года[29]
- PiVPN с 17 октября 2019 года[30]
- VPN Unlimited с ноября 2019 года[31]
- Private Internet Access VPN с 10 апреля 2020 года[32]
- VPN-клиент hide.me CLI с 20 июля 2020 года[33]
- Surfshark с октября 2020 года[34]
- Mistborn VPN с марта 2020 года[35]
- Oracle Linux с Unbreakable Enterprise Kernel, выпуск 6, обновление 1, с ноября 2020 года[36]
- oVPN с февраля 2020 года[37], запуск в 2021 году[38]
- Torguard с 2020 года[39]
- Vypr VPN с мая 2020 года[40]
- Windscribe с 2020 года[41]
- Trust.zone VPN с февраля 2021 года[42]
- Proton VPN с октября 2021 года[43]

## История
Ранние срезы кодовой базы существуют с 30 июня 2016 года. Четырьмя первыми пользователями WireGuard были VPN-сервисы Mullvad,  AzireVPN, IVPN и cryptostorm. WireGuard получил пожертвования от Mullvad, Private Internet Access, IVPN, NLnet Foundation и OVPN.
По состоянию на июнь 2018 года разработчики WireGuard советуют рассматривать код и протокол как экспериментальные и предупреждают, что они еще не достигли стабильного выпуска, совместимого с отслеживанием CVE любых уязвимостей безопасности, которые могут быть обнаружены.
9 декабря 2019 года Дэвид Миллер, основной сопровождающий сетевого стека Linux, принял патчи WireGuard в дерево, сопровождающее net-next, для включения в грядущее ядро.
28 января 2020 года Линус Торвальдс объединил дерево net-next Дэвида Миллера, и WireGuard вошёл в основное дерево ядра Linux.
20 марта 2020 года разработчики Debian включили параметры сборки модуля для WireGuard в своей конфигурации ядра для версии Debian 11 (тестирование).
29 марта 2020 года WireGuard был включён в дерево выпусков Linux 5.6. Версия программного обеспечения для Windows остается бета-версией.
30 марта 2020 года разработчики Android добавили встроенную поддержку ядра WireGuard в свой общий образ ядра.
22 апреля 2020 года разработчик NetworkManager Бениамино Гальвани объединил поддержку графического интерфейса для WireGuard.
12 мая 2020 года Мэтт Данвуди предложил исправления для встроенной поддержки ядра WireGuard в OpenBSD.
22 июня 2020 года, после работы Мэтта Данвуди и Джейсона Доненфельда, поддержка WireGuard была импортирована в OpenBSD.
23 ноября 2020 г. Джейсон Доненфельд выпустил обновление пакета Windows, улучшающее установку, стабильность, поддержку ARM и корпоративные функции.
29 ноября 2020 года поддержка WireGuard была импортирована в ядро FreeBSD 13.
19 января 2021 года поддержка WireGuard была добавлена для предварительной версии в моментальные снимки разработки pfSense Community Edition (CE) 2.5.0.
В марте 2021 года поддержка WireGuard в режиме ядра была удалена из FreeBSD 13.0, которая все ещё находилась в стадии тестирования, после того, как срочная очистка кода в FreeBSD WireGuard не могла быть быстро завершена. PfSense Community Edition (CE) 2.5.0 и pfSense Plus 21.02 на основе FreeBSD также удалили WireGuard на основе ядра.
В мае 2021 года поддержка WireGuard была вновь введена в моментальные снимки разработки pfSense CE и pfSense Plus в виде экспериментального пакета, написанного членом сообщества pfSense Кристианом Макдональдом. Пакет WireGuard для pfSense включает текущую работу Джейсона Доненфельда по разработке WireGuard в режиме ядра, которая первоначально спонсировалась Netgate.
В июне 2021 года официальные репозитории пакетов для pfSense CE 2.5.2 и pfSense Plus 21.05 включали пакет WireGuard.

## Приём
WireGuard стремится обеспечить простую и эффективную реализацию виртуальной частной сети. Обзор, проведенный Ars Technica в 2018 году, показал , что популярные технологии VPN, такие как OpenVPN и IPsec, часто сложны в настройке, легко отключаются (при отсутствии дальнейшей настройки), требуют значительного времени для согласования повторных подключений, могут использовать устаревшие шифры и имеют относительно большие кодовые базы более 400 000 и 600 000 строк кода соответственно, что затрудняет отладку. Дизайн WireGuard направлен на уменьшение этих проблем, чтобы сделать туннель более безопасным и простым в управлении по умолчанию. Используя версии криптографических пакетов, он фокусируется на шифрах, которые считаются одними из самых безопасных текущих методов шифрования, и на момент обзора Ars Technica его кодовая база насчитывала около 4000 строк кода ядра, что составляет около 1% OpenVPN или IPsec, тем самым, упрощая аудит информационной безопасности.
WireGuard получил высокую оценку создателя ядра Linux Линуса Торвальдса, который заявил, что это «произведение искусства», в отличие от OpenVPN и IPsec.
Ars Technica сообщила, что при тестировании стабильные туннели были легко созданы с помощью WireGuard по сравнению с альтернативами, и отметила, что после использования WireGuard будет «трудно вернуться» к длительным задержкам повторного подключения по сравнению с мгновенным повторным подключением WireGuard.
Сенатор от штата Орегон Рон Уайден рекомендовал Национальному институту стандартов и технологий (NIST) оценить WireGuard как замену существующим технологиям, таким как IPsec и OpenVPN.